# 柳湖镇 (玉门市)
柳湖乡，是中华人民共和国甘肃省酒泉市玉门市下辖的一个乡镇级行政单位。

## 行政区划
柳湖乡下辖以下地区：
华西村、富民村、岷州村、小康村和兴旺村。